# Альт-Мельн
Альт-Мельн (нім. Alt Mölln) — громада в Німеччині, розташована в землі Шлезвіг-Гольштейн. Входить до складу району Герцогство Лауенбург. Складова частина об'єднання громад Брайтенфельде.
Площа — 6,44 км2. Населення становить 858 ос. (станом на 31 грудня 2020).